# 古屋圭司
古屋圭司（日语：／ Furuya Keiji，1952年11月1日—），日本政治人物，自由民主黨黨員。曾任國家公安委員會委員長。出身於東京都（籍貫是岐阜縣惠那市大井町）。1990年至今連續當選9屆眾議院議員。在自民黨內屬於志帥會（二階派）。

## 早年
出生於東京都，出身於岐阜縣的名門望族「古屋家」。出生時姓松本，是母方的伯父的兒子，過繼給古屋家之後才姓古屋。先後就讀於成蹊高等學校、成蹊大學經濟學部。大學畢業後進入大正海上火災保險（現三井住友海上火災保險）工作。1984年退社，擔任時任外務大臣安倍晉太郎的秘書。1985年轉任養父古屋亨的秘書。

## 從政生涯
1990年大選，由自民黨公認參選並順利當選。當選後加入了清和政策研究會（安倍派）。1998年自民黨總裁選舉，跟隨龜井靜香和平沼赳夫，脫離了清和政策研究會（三塚派），支援梶山静六，但梶山最終敗給小淵惠三。之後，參加了志帥會。2001年，在第一次小泉內閣被任命為經濟產業副大臣。
2005年，儘管成蹊大學的後輩安倍晉三，以及中川秀直等人在三勸說，古屋還是對郵政民營化法案投了反對票。郵政造反領袖龟井静香退出自民黨，組建新政黨國民新黨，但是古屋沒有參加，而是以無所屬身份參加當年大選，結果還是順利當選。2005年大選自民黨壓倒取勝，大選之後召開的特別國會，就郵政民營化法案的再次表決，古屋選擇尊重民意轉投贊成，但是古屋已經收到自民黨的離黨勸告，決定退黨。2006年11月，古屋提交誓約書申請復党；12月党紀委員會接納其復党申請。
2007年5月，就任推進價值觀外交議員之會會長，表明支持安倍晉三與麻生太郎的價值觀外交及自由與繁榮之弧等外交構想。同年9月的自民黨總裁選舉，包括志帥會（伊吹派）在內的八大派閥聯手包圍麻生，支持福田康夫，古屋依然表態支持麻生。同年10月，再次加入志帥會。2008年自民黨總裁選舉，擔任麻生的推薦人之一，麻生終於當選總裁。
2009年大選，自民黨大敗下野。2010年1月，參加議員聯盟組織「希望」。2011年1月，參加自民黨、民主黨議員為中心的議員聯盟「憲法96條修正為目標的議員連盟」。同年11月就任自民黨綁架問題對策特別委員長。
2012年大選，自民黨大勝重新執行，古屋首次入閣，被任命為第二次安倍內閣的國家公安委員會委員長兼內閣府特命擔當大臣（綁架問題、國土強韌化、防災擔當）。
2016年台灣總統選舉結束之後，1月27日他以安倍晉三首相特使的身分訪問台灣，與新任總統當選人蔡英文見面，洽談台日兩國未來合作。

## 政策立場
- 否認二戰期間強制隨軍慰安婦存在，要求美國全國撤回眾議院第121號決議。
- 日本國憲法第96條關於修憲程序的規定難度過高，應該修改以放寬修憲門檻。
- 反對給予永久居住外國人地方參政權，反對人權擁護法案。
- 反對修改民法第772條（離婚後300日問題）。

## 獲獎與榮譽

### 外国勋章奖章
- 友谊勋章（古巴，2016年9月于东京颁发[2]）：古屋时任日本古巴友好议员联盟会长。

## 個人生活

### 家系
- 高祖父
  - 古屋善平治：岐阜縣議會議員
- 曾祖父
  - 古屋善造：眾議院議員
  - 須田萬右衛門：眾議院議員
- 祖父
  - 古屋慶隆：內務政務次官
- 養父
  - 古屋亨：自治大臣
- 伯父
  - 古屋茂：東京大學名譽教授、術學家

## 其他
- 2018年3月起，古屋擔任日本國會兩院次團日華議員懇談會會長，並多次率團訪問台灣[3][4][5][6][7]。

## 外部連結
- 古屋圭司通信 （页面存档备份，存于）（博客）
- 古屋圭司 官方博客 （页面存档备份，存于）
- 古屋家世系圖

| 官衔                     | 官衔                                       | 官衔                       |
| ------------------------ | ------------------------------------------ | -------------------------- |
| 前任： 小平忠正          | 國家公安委員會委員長 第88代：2012年—2014年 | 繼任： 山谷惠里子          |
| 前任： 下地幹郎          | 防災擔當大臣 第20代：2012年—2014年         | 繼任： 山谷惠里子          |
| 前任： 中山成彬 松田岩夫 | 經濟產業副大臣 2001年—2002年               | 繼任： 高市早苗 西川太一郎 |
| 議會席位                 |                                            |                            |
| 前任： 河村建夫          | 眾議院文部科學委員長 2002年—2003年         | 繼任： 池坊保子            |
| 前任： 中山成彬          | 眾議院商工委員長 2000年                    | 繼任： 廃止                |